# American League of Professional Football
De American League of Professional Football is een voormalige Amerikaanse voetbalcompetitie opgericht in 1894. De competitie is opgericht door de eigenaren van honkbalclubs in de National League, zodat ook in de winter de stadions vol zaten. Vlak nadat de competitie was afgelopen werd de competitie opgeheven door kleine toeschouwersaantallen en financiële problemen.

## Eindstand
| Nr. | Team                     | GW | W | V | G | DV | DT | Punten |
| --- | ------------------------ | -- | - | - | - | -- | -- | ------ |
| 1   | Brooklyn Grooms FC       | 6  | 5 | 1 | 0 | 20 | 6  | 10     |
| 2   | Baltimore Orioles FC     | 4  | 4 | 0 | 0 | 24 | 3  | 8      |
| 3   | Boston Beaneaters FC     | 5  | 4 | 1 | 0 | 15 | 12 | 8      |
| 4   | New York Giants FC       | 6  | 2 | 4 | 0 | 16 | 13 | 4      |
| 5   | Philadelphia Phillies FC | 9  | 2 | 7 | 0 | 15 | 37 | 4      |
| 6   | Washington Senators FC   | 6  | 1 | 5 | 0 | 7  | 26 | 2      |